# Viitorul Bucarest
El Viitorul Bucarest fue un equipo de fútbol de Rumania que alguna vez jugó en la Liga I, la primera división de fútbol en el país.

## Historia
Fue fundado en el año 1962 en la capital Bucarest y el club estaba compuesto por jugadores de la selección nacional juvenil que previamente habían ganado la Eurocopa Sub-19 como país organizador.
El club debutó en la temporada de 1962/63 en la Liga I y era dirigido por el entrenador de la selección sub-20 de ese entonces Gheorghe Ola. El club estaba activo hasta inicios de 1963 al darse cuenta la Federación Rumana de Fútbol que el Viitorul Bucarest era un equipo de facto, por lo que el club se vio obligado a desaparecer a mitad de temporada, y sus jugadores fueron dispersados por varios equipos de la Liga I, especialmente entre los equipos de la capital Bucarest.

## Jugadores

### Jugadores destacados
| - Stere Adamache - Sorin Avram - Emil Dumitriu - László Gergely - Ion Haidu - Constantin Jamaischi | - Aurel Măndoiu - Nicolae Nagy - Mircea Neșu - Radu Nunweiller - Alexandru Pall - Cornel Pavlovici | - Mircea Petescu - Dumitru Popescu - Jenö Pozsony - Mircea Răcelescu - Vasile Suciu - Florea Voinea |